# 拉姆帕乔达瓦拉姆
拉姆帕乔达瓦拉姆（Rampachodavaram），是印度安得拉邦East Godavari县的一个城镇。总人口9633（2001年）。

## 人口
该地2001年总人口9633人，其中男性4846人，女性4787人；0—6岁人口1007人，其中男556人，女451人；识字率73.86%，其中男性为78.58%，女性为69.08%。